# Вторинні енергетичні ресурси
Втори́нні енергетичні ресурси (ВЕР) — енергія різних видів, що вивільняється з технологічного процесу чи установки, використання якої не є обов'язковим для здійснення основного техногенного процесу.
У вужчому розумінні — це енергетичний потенціал продукції, відходів, побічних і проміжних продуктів, який утворюється в технологічних агрегатах (установках, процесах) і не використовується в самому агрегаті, але може бути частково або повністю використаний для енергопостачання інших агрегатів (процесів).
Вторинні енергоресурси за видом енергії поділяються на горючі (або паливні), теплові і надлишкового тиску.
Наприклад, виробництво чавуну в доменній печі є джерелом таких вторинних енергоресурсів, як теплота основного продукту (чавуну), теплота шлаку, теплота доменного газу, власне доменний газ та його надлишковий тиск.

### Горючі вторинні енергоресурси
Горючі, або паливні вторинні енергоресурси є побічними продуктами технологічних процесів, що містять у собі хімічно зв'язану енергію відходів технологічних процесів, і можуть бути використаними або як енергетичне, або як технологічне паливо.
До таких насамперед належать:
- горючі вторинні гази (доменний, феросплавний, ваграночний, конвертерний, сажового виробництва, синтез-газ, абгаз, пічний газ фосфорного виробництва та виробництва карбіду кальцію)
- горючі відходи процесів хімічної і термохімічної переробки вуглецевої сировини
- відходи електродного виробництва
- відходи шкіряного виробництва
- луг целюлозно-паперового виробництва
- відходи гудрону і бітуму та інші відходи технологічних процесів, які використовуються як паливо.[4]

### Теплові вторинні енергоресурси
Вторинними тепловими енергоресурсами називаються ті, що мають фізичне тепло відхідних газів технологічних агрегатів, фізичне тепло основної і побічної продукції, тепло робочих тіл систем примусового охолодження технологічних агрегатів, а також тепло повітря витяжної вентиляції.
До таких належать:
- ентальпія газів, що відходить із технологічних агрегатів основної, побічної, проміжної продукції відходів виробництва
- теплота робочих тіл систем охолодження технологічних агрегатів
- ентальпія гарячої води та пари, відпрацьованих у технологічних установках.

Тепло, що повертається до агрегату, а також ентальпія конденсату — не відносяться до теплових вторинних енергоресурсів.

### Вторинні енергоресурси надлишкового тиску
Це такі види вторинних енергоресурсів, у яких потенційна енергія газів виходить із технологічних агрегатів із надлишком тиску (надмірним тиском), що мусить бути зниженим перед наступним ступенем використовування цих газів або під час викидання їх до атмосфери.